# スーパーFMマガジン
スーパーFMマガジン（英語表記：SUPER FM MAGAZINE）はエフエム東京（FM東京 → TOKYO FM）のラジオ番組。1989年4月3日から1994年3月31日まで放送。

## 番組構成
当初は以下の4部構成の番組となっていた。
- 第1部：NORU SORU → のるそる
当時の新聞のラジオ欄は「のるそる」と記していた。内容はトーク中心でキャッチフレーズは「AMを超える深夜放送」[1]。スタート時はミュージシャン、漫画家、現役の予備校講師がパーソナリティを務めた[2]。
- 第2部：ミッドナイト・ビッグ・ウェーブ
各アーティスト毎の特集などを行った音楽番組。
- 第3部：アーリー・バード
音楽、名作朗読、各種情報を扱っていたが、第4部の時間を吸収後は音楽リクエスト中心の番組となった。
- 第4部：スウィンギング・バード
スタンダード ジャスが中心の音楽番組。

後に第2部、第3部は「インテグラル・ステーション」Part1、Part2に変更。パーソナリティがまず最初の曲だけを紹介。数曲流した後に最初の曲以降の曲を紹介した。「Part1」は最新の曲を「Part2」は懐かしの曲を紹介。最初は決められたアーティストで、以後は決められたアーティスト以外の曲がアトランダムで流れる。松川時代のテーマ曲はフランク・ギャンバレ「Kuranda」、小林時代のテーマ曲はWizards of Ooze「The Bone」。『ひるの歌謡曲』『歌謡スクランブル』（以上、NHK-FM）と違い、曲と曲の間はプリギャップを使わない。「インテグラル・ステーション」は深夜の邦楽専門番組となっていた。
1993年4月改編より『スーパーFMマガジン』の表記を取り止めて、『のるそる』『インテグラル・ステーション』と単独番組として、リニューアル。のるそるはオープニングとエンディングは共通BGMから各パーソナリティ別のテーマ曲に移行した（提供BGMは引き続き使用）。
1994年3月、A・B両ラインのネット番組が統一されたのに伴い、『のるそる』は終了した。『インテグラル・ステーション』は1994年9月まで、FM東京、FM大阪の2局で放送した。

## 放送時間

### 第1部
| タイトル             | 期間                  | 放送時間                      |
| -------------------- | --------------------- | ----------------------------- |
| NORU SORU → のるそる | 1989年4月 - 1990年3月 | 月曜日 - 金曜日 25:00 - 27:00 |
| NORU SORU → のるそる | 1990年4月 - 1994年3月 | 月曜日 - 木曜日 25:00 - 27:00 |

### 第2部
| タイトル                         | 期間                   | 放送時間                      |
| -------------------------------- | ---------------------- | ----------------------------- |
| ミッドナイト・ビッグ・ウェーブ   | 1989年4月 - 1990年3月  | 月曜日 - 金曜日 27:00 - 28:00 |
| ミッドナイト・ビッグ・ウェーブ   | 1990年4月 - 1991年10月 | 月曜日 - 木曜日 27:00 - 28:00 |
| インテグラル・ステーション Part1 | 1991年11月 - 1994年9月 | 月曜日 - 木曜日 27:00 - 28:00 |

※ 第2部は前番組からの継続で、TOKYO FMとFM大阪はスポンサーが付いていた（ダイキン工業の一社提供枠。東京と大阪以外はPT枠）。

### 第3部
| タイトル                         | 期間                   | 放送時間                      |
| -------------------------------- | ---------------------- | ----------------------------- |
| アーリー・バード                 | 1989年4月 - 1990年3月  | 月曜日 - 金曜日 28:00 - 28:30 |
| アーリー・バード                 | 1990年4月 - 1991年10月 | 月曜日 - 木曜日 28:00 - 29:00 |
| インテグラル・ステーション Part2 | 1991年11月 - 1994年9月 | 月曜日 - 木曜日 28:00 - 29:00 |

### 第4部
| タイトル              | 期間                  | 放送時間                      |
| --------------------- | --------------------- | ----------------------------- |
| スウィンギング･バード | 1989年4月 - 1990年3月 | 月曜日 - 金曜日 28:30 - 29:00 |

## ネット局・番組の変遷
- 1989年4月 - FM東京、FM静岡、FM大阪、広島FMの4局ネットでスタート[注釈 4]
- 1990年4月 - FM北海道[注釈 5][5][6][7]、FM愛知☆、FM福岡（26時 - 29時）[8]でネット開始。第4部の時間が第3部に吸収され、3部制に変更。
- 1990年10月 - FMとやま（第3部まで、フルネット）、FM新潟☆、FM長野☆、FM石川☆、FM山陰☆、FM愛媛☆[注釈 6]でネット開始。
- 1991年4月 - FM長崎☆でネット開始、FM愛知が第3部までフルネット開始。
- 1991年10月 - FM山形☆でネット開始[注釈 7]
- 1992年4月 - 第2部「ミッドナイト・ビッグ・ウェーブ」、第3部「アーリー・バード」が「インテグラル・ステーション」Part1、Part2に変更。FMとやまがネット打ち切り[注釈 8]。
- 1992年10月 - FM青森☆　[注釈 9]、FM鹿児島☆（開局）がネット開始、FM石川[注釈 10]、FM大阪がネット打ち切り[注釈 11]。
- 1993年4月 - FM高知☆がネット開始[注釈 12]、FM北海道がネット打ち切り[注釈 13]）
- 1993年10月 - FM山陰がネット打ち切り[注釈 14]

（☆-は「NORU SORU」のみのネット開始）

## パーソナリティの変遷
| 期間    | 期間    | 第1部                 | 第1部               | 第1部        | 第1部                         | 第1部        | 第2部･第3部  | 第4部        |
| 期間    | 期間    | 月曜日                | 火曜日              | 水曜日       | 木曜日                        | 金曜日       | 第2部･第3部  | 第4部        |
| ------- | ------- | --------------------- | ------------------- | ------------ | ----------------------------- | ------------ | ------------ | ------------ |
| 1989.04 | 1989.09 | 高杢禎彦              | 江口寿史 田村英里子 | 坂崎幸之助   | サンプラザ中野 パッパラー河合 | 高橋いづみ   | （放送無し） | （放送無し） |
| 1989.10 | 1990.03 | 高杢禎彦              | CHAGE 田村英里子    | 坂崎幸之助   | サンプラザ中野 パッパラー河合 | 高橋いづみ   | 遊佐さとみ   | アンナ       |
| 1990.04 | 1991.10 | 中村正人 馬渡松子     | CHAGE 藤田朋子      | 坂崎幸之助   | 浅香唯                        | （放送無し） | 中山美奈子   | （放送無し） |
| 1991.11 | 1992.03 | 中村正人 馬渡松子     | CHAGE 藤田朋子      | 坂崎幸之助   | 浅香唯                        | （放送無し） | 松川梨香     | （放送無し） |
| 1992.04 | 1992.09 | 森若香織              | CHAGE 藤田朋子      | 坂崎幸之助   | 浅香唯                        | （放送無し） | 松川梨香     | （放送無し） |
| 1992.10 | 1993.01 | 楠瀬誠志郎 峠恵子     | CHAGE 藤田朋子      | 坂崎幸之助   | 浅香唯                        | （放送無し） | 松川梨香     | （放送無し） |
| 1993.02 | 1993.03 | 楠瀬誠志郎 峠恵子     | CHAGE 藤田朋子      | 坂崎幸之助   | 浅香唯                        | （放送無し） | 藤原麻衣子   | （放送無し） |
| 1993.04 | 1993.09 | 楠瀬誠志郎 峠恵子     | CHAGE 藤田朋子      | 坂崎幸之助   | 佐藤竹善                      | （放送無し） | 藤原麻衣子   | （放送無し） |
| 1993.10 | 1994.01 | 楠瀬誠志郎 貴島サリオ | CHAGE 藤田朋子      | 坂崎幸之助   | 佐藤竹善                      | （放送無し） | 藤原麻衣子   | （放送無し） |
| 1994.02 | 1994.03 | 楠瀬誠志郎 貴島サリオ | CHAGE 藤田朋子      | 坂崎幸之助   | 佐藤竹善                      | （放送無し） | 小林賢       | （放送無し） |
| 1994.04 | 1994.06 | （放送なし）          | （放送なし）        | （放送なし） | （放送なし）                  | （放送無し） | 小林賢       | （放送無し） |

### 第1部：NORU SORU → のるそる
月曜日
- 高杢禎彦（チェッカーズ）（1989年4月 - 1990年3月）
- 中村正人（DREAMS COME TRUE）（1990年4月 - 1992年3月）
- 森若香織（GO-BANG'S）（1992年4月 - 9月）
- 楠瀬誠志郎（1992年10月 - 1994年3月）

（以下、中村と共演）
- 馬渡松子[注釈 15]

（以下、楠瀬と共演）
- 峠恵子（1992年10月 - 1993年9月）
- 貴島サリオ（1993年10月 - 1994年3月）

火曜日
- 江口寿史、田村英里子（1989年4月 - 9月）[注釈 16]
- CHAGE（1989年10月 - 1994年3月 → 後番組『ラジ王』へ続投）

（以下、CHAGEと共演）
- 田村英里子（1989年10月 - 1990年3月）
- 藤田朋子（1990年4月 - 1994年3月）

水曜日
- 坂崎幸之助（THE ALFEE）（1989年4月 - 1994年3月）[注釈 17]

木曜日
- サンプラザ中野、パッパラー河合（爆風スランプ）（1989年4月 - 1990年3月）
- 浅香唯（1990年4月 - 1993年3月）
- 佐藤竹善（SING LIKE TALKING）（1993年4月 - 1994年3月）
- モダンチョキチョキズ[注釈 18]

金曜日
- 高橋いづみ（駿台予備校の講師(当時)）（1989年4月 - 1990年3月）

### 第2部：ミッドナイト・ビッグ・ウェーブ、第3部：アーリー・バード
（第2部、第3部は月 - 金（木）で同一のパーソナリティが担当）
- 遊佐さとみ（1989年10月 - 1990年3月）
- 中山美奈子（1990年4月 - 1991年10月）

### 第2部、第3部：インテグラル・ステーションPART1、2
（PART1、Part2ともに月 - 木で同一のパーソナリティが担当）
- 松川梨香（1991年11月 - 1993年1月）
- 藤原麻衣子（1993年2月 - 1994年1月）
- 小林賢（TOKYO FMアナウンサー(当時)）（1994年2月 - 6月）

### 第4部：スウィンギング・バード
- アンナ（1989年10月 - 1990年3月）

## 主なコーナー

### 高杢禎彦のNORU SORU
- 「深夜のアカペラ選手権」・・・リスナー参加のコーナーで、電話で歌を歌って貰う。
- 「何か ちょうだい」・・・リスナーが自分の悲惨な体験談と共に「こんな私に何か ちょうだい」とねだるコーナー。高杢の判断次第で実際に何か貰えるか どうかが決まる[9]。
- 「今週のチェッカーズ」

### 江口寿史のNORU SORU
- 「玉置の息子」・・・「司会者の玉置宏の息子が番組を毎週聴いている」という内容のハガキが番組に届いた事がきっかけで生まれたコーナー。当初は玉置の息子の体験談を募集していたが後にリスナーが考えた玉置宏を弄るネタが番組宛に多く届く様になった。

### 坂崎幸之助のNORU SORU
- 「キミのまわりの有名人」・・・身近で見かけた芸能人の行動などを報告。
- 「ジョビジョバポップス」・・・ジプシー・キングスの空耳をコーナータイトルにした1989年の番組開始からのコーナー。当初は25時台の放送で大阪、福岡では聞けなかったが、後に26時台の放送となり、全てのネット局で聞ける様になった。コーナーが始まった頃は、山田邦子が『いきなり!フライデーナイト』（フジテレビ）末期でジプシー・キングスの空耳を話題にしたり、『錦織一清のスーパーギャング』（TBSラジオ）で「ボビジョパポップス」名の類似コーナーが始まるなどの影響を受けたが、1992年に「空耳アワー」が始まり定着するとネタがパワーダウンして、「空耳アワーのNORU SORU版」と言った方が逆にわかりやすい様になってしまった。坂崎は「空耳アワーのあのシュールな映像には勝てない」と発言したことがある。
- 「親自慢 子自慢」・・・一般聴取者の投稿によるコントで、谷村新司の「天才・秀才・バカ」シリーズのNORU SORU版。当初は三段落ちだったが葉書職人の独擅場と化してしまい、後期はリスナーの要望で一発ギャグ中心の構成に変更コーナー名は｢親自慢子自慢・ほ〜ら自慢こりゃ〜自慢｣となった。一度終了したがリスナーからの復活嘆願とスタッフ、THE ALFEEの棚瀬マネージャーからの鶴の一声で復活した。
- 「It's A Shame」・・・恥ずかしい体験談を赤裸々に告白するコーナー。下ネタ中心で特に男性リスナーの投書がFMでは前代未聞のえげつなさゆえに話題を呼んだ。
- 「私のアレを返して」・・・リスナーからの失敗談を募集、最後に「○○を返せ！」と坂崎に叫ばせるコーナー。下ネタ中心で「It's A Shame」と区別が付かなくなったため吸収された。
- 「ALFEE information」・・・マネージャーの棚瀬によるチケット／リリース情報などの告知コーナー。棚瀬は特番の9999が言い辛いらしく、9999の電話番号を嫌がっていた。棚瀬が不在の場合は川原などが担当。
- 「見崎、吠える！」・・・番組内でタレント化していた音響スタッフの見崎さんがリスナーの代わりに大声で叫んでくれるコーナー。
- 「僕の歌は君の歌」・・・エルトンジョンの『僕の歌は君の歌』のオープニングで始まる、坂崎やリスナーなどの思い出の曲などを一曲セレクトするコーナー。後に原曲が左チャンネル、坂崎の弾き語りが右チャンネルから流れる事が多くなった。
- 「直訳ロック」・・・洋楽の歌詞を直訳して歌ったものをリスナーが録音して投稿するコーナー。オープニングは『コンドルは飛んでいく』の直訳。（『かたつむりになるより すずめのほうがいい』で始まる）
- 「私、ヘンなんですぅ」・・・「It's A Shame」から派生したコーナーで、リスナーから周りからすれば何でもない物事なのに見聞きしただけでヘンな気分になる事を募集したコーナー。番組末期のコーナーのため、放送回数は少ない。
- 「Noru-Soruニューディスクフラッシュ」・・・洋楽邦楽ジャンルを問わず、新譜の五曲をフラッシュで掛けて、それを一曲選んで放送するコーナー。番組の企画によって、コーナーが短いミニバージョンで放送されることがあった。嘉門達夫の『替え唄メドレーPart2』や谷啓の『アイヤ・ハラホロ』といった凄いインパクトのある曲を時折流す事があり、『アイヤ・ハラホロ』が放送中にいつ掛かるか、リスナーから時間を書いた葉書を募集するアイヤ・ハラホロ コーナーが作られた事がある。
- 「ちょっとだけストレンジャー」・・・リスナーが自分の周りの変な人や物などを報告していた[10]。
- 「今週のカバー」・・・カバーの曲とその元となった曲を同時に、ステレオ放送を利用して右チャンネルと左チャンネルに分けて流した[10]。

リスナーが坂崎にペンネームを読んで貰う際に「エコー」や「ディレイ」をリクエストして、スタッフがそれに即興で対応した。
THE ALFEEの活動が高見沢俊彦のソロ活動のために一時休止していた頃に番組の企画で、ブレッド&バターや鈴木康博(元オフコース)、ジェイ・グレイドン、タック&パティとセッションする模様を放送(タック＆パティとはパルコ劇場で実際にステージで共演している)。その他、TOKYO FM HALL内での公開イベント、BEGINとの企画による石垣島へのツアーを開催した事がある。裏番組の『X TOSHIのオールナイトニッポン』最終回の放送中に電話をいきなり掛けたことがある。この電話は"カキテル"ことTUBEの前田亘輝が泥酔状態で加わり、大騒ぎになった。

### サンプラザ中野のNORU SORU
- 「第3回早稲ダービー」・・・中野の後輩になるため、早稲田大学 政経学部を受験するリスナーを馬に見立てて、彼らの受験までの日々を追っていく企画。“第3回”とは「サンプラザ中野のオールナイトニッポン」からの通算回数。
- 「耳たぶコーナー」・・・身の周りの変な物を紹介。後に、ある学校のワンダーフォーゲル部の変な実態報告など、変なクラブ活動についてに発展した。
- 「耳たま目んたぶレコード大賞」・・・変な曲を紹介して、最後に大賞を決めようという企画。ノミネートされたのは『マッチョドラゴン』（藤波辰爾）、『お料理マンボ』（森尾由美）、『新宿純愛物語』（仲村トオル&一条寺美奈）、『MOU CORI GORI DA』（竹村健一）、『夜のドラマ』（熊五郎）など。大賞は『ミッドナイトテレフォン』（小森まなみ）が選ばれ、小森が電話出演した。

### 高橋いづみのNORU SORU
- 「トライリンガル コーナー」・・・ある一文を古文から現代文へ、その後は英語に訳すコーナー。
- 「夜食のレシピ」・・・受験生を中心としたリスナーから「自分だけの夜食のメニュー」を募集、実際にスタジオ内で調理して試食した。「納豆トースト」「納豆おかゆ」など変わったメニューが多かった[11]。
- 「勇気のしるし」・・・牛若丸三郎太（時任三郎）の曲『勇気のしるし』がヒットしていた頃に行われたコーナー。牛若丸三郎太をネタに温かく笑える作品を募集した[12]。

曲はソウルミュージックを中心にオンエアした。

### CHAGEのNORU SORU
- 「ありがちな人生」・・・リスナーから寄せられた日常生活でありがちな行動を紹介するコーナー。
- 「バカのコーナー」・・・リスナーから寄せられた面白い人の話を紹介するコーナー。
- 「叱る！」・・・リスナーから寄せられた懺悔的なネタを最後にCHAGE、または藤田朋子がエコー付きで叱るというもの。誤読から「ロヒる」と紹介されたことも。
- 「和田勉」・・・リスナーから送られた、和田勉ばりの駄洒落を紹介するコーナー。「脳までいってません」がCHAGEの口癖。
- 「ウィークリーダイアリー」・・・リスナーから寄せられた曜日ごとの出来事を紹介するコーナー
- 「百人ティッシュ」・・・下世話なネタを短歌の形式でリスナーから募るコーナー。初期〜中期はアシスタントの藤田朋子が毎週の様に拒絶反応を起こしていた。そのため、藤田はCHAGEの指示で坂崎担当の水曜に「修行」に出されたことがある。

リスナーからの「CHAGEさんペンネームつけてください」というリクエストに対して、板橋区のリスナーに「勝って来るぞと板橋区」と命名するなど、「脳までいってない」駄洒落やその日の流れで応じた。
- 「現代恋愛講座・二人だけのデート」・・・「今の10代はどういうデートをしているのか？」を主なテーマとした現代恋愛基礎講座的コーナー。テーマ毎にリスナーから意見を募集。デートなどのレポートも募集した。「二人だけのバースデー」と改題したことがあった[13][14]。
- 「燃えろファックス」・・・CHAGEが放送中に簡単な絵を思い浮かべて念じ、リスナーはそれを感じ取って、FAXで答を送る[13]。
- 「男の中の男」・・・「男らしさは何か」を問うコーナー[13]。

### 浅香唯のNORU SORU
- 「NORUSORU版 珍語源」・・・リスナー投稿による格言などを元にした駄洒落を紹介するコーナー。
- 「のるかそるかの発明王」・・・ワニブックスの漫画雑誌『コミックジャングル』とのコラボ企画となるリスナー投稿コーナー。
- 「クイズ・ミュージックシャッフル」・・・ある曲の歌詞をバラバラに分解して、全く違う文章に仕立て上げる。リスナーはそれを聴いて、元となった曲のタイトルを当てる。

など